# Rifugio Selvata
Il rifugio Selvata è situato nelle Dolomiti di Brenta (Trentino occidentale), a 1.630 metri di altitudine.

## Caratteristiche e informazioni
Sorge sul Piano della Selvata, lungo il sentiero che da Molveno sale al rifugio Pedrotti e alla Bocca di Brenta, all'ombra della suggestiva parete del Croz dell'Altissimo.
Dispone di circa 30 posti letto, ed è aperto da giugno al 20 settembre.

## Accessi
Da Molveno (TN) (864 m) per due vie:
- dall'altopiano di Pradél (1367 m), con il sentiero n. 340 che passa per il rifugio Croz dell'Altissimo (1430 m) - escursionistico, circa 1 ora e 30.
- lungo il sentiero Celestino Donini (tratti di ferrata) sino alla malga di Andalo (1356 m), poi lungo il sentiero n. 332 (corda metallica sull'ultimo tratto) - escursionistico, circa 2 ore e 45 minuti.

## Ascensioni
- Croz e Pala della Selvata
- Cima delle Fontane Fredde
- Castel Alto dei Massodi

## Traversate
- Alla Busa degli Sfulmini, ai piedi del Campanile basso: sentiero n. 319, circa 1 ora e 30 minuti (escursionistico)
- Al rifugio Pedrotti, lungo il sentiero n. 319, in circa 2 ore e 30 (escursionistico)
- Lungo il sentiero n. 340 sino al rifugio Croz dell'Altissimo, di lì risalendo la val Persa (sentiero n. 322) sino alla "Busa dell'acqua". Quindi per il sentiero n. 314 sino al lago di Tovel (5 ore), o (prendendo il sentiero "Osvaldo Orsi", segnavia n. 303) alla Bocca di Tuckett, (2648 m) (5 ore).